# بان كو

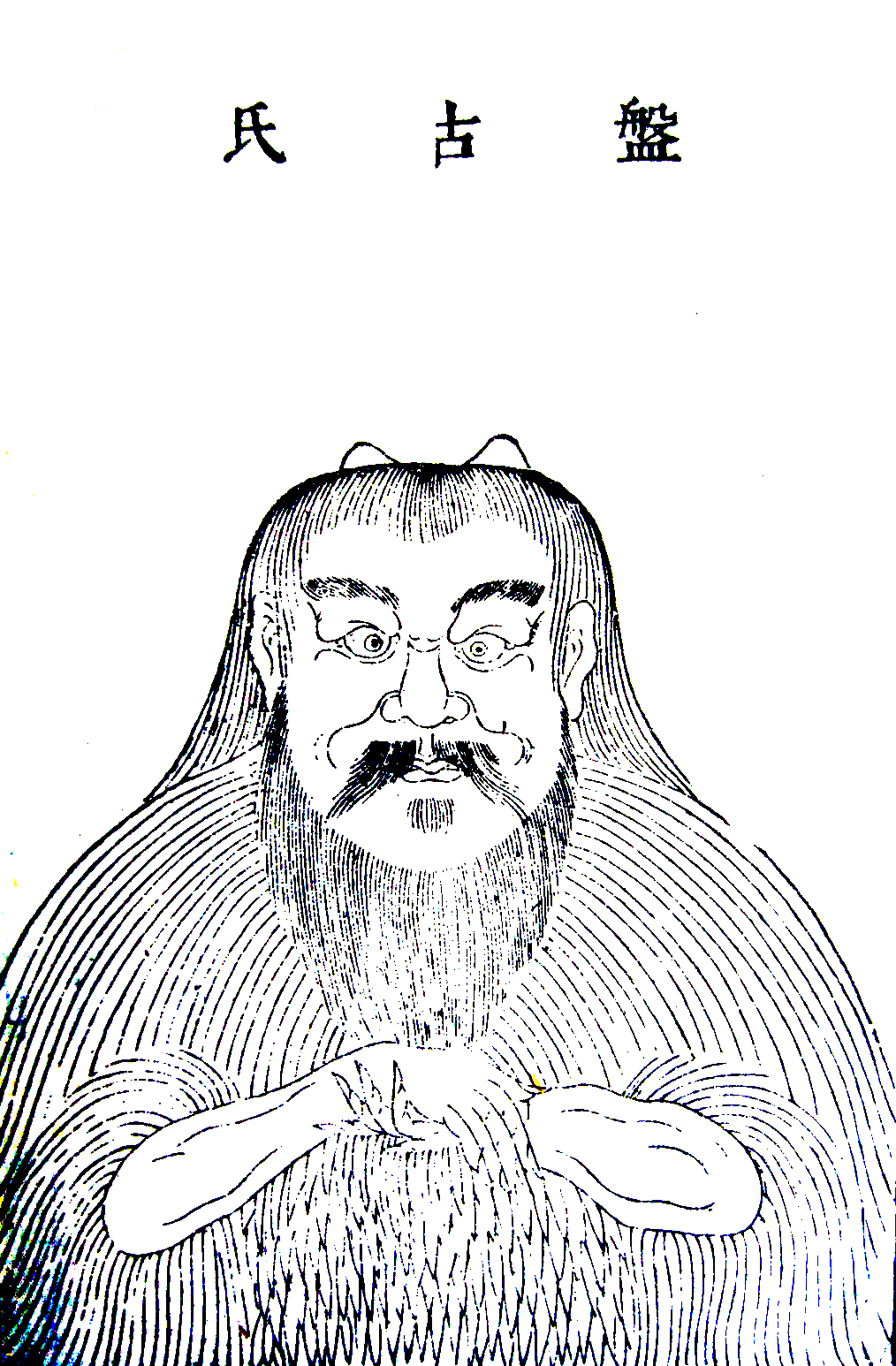
صورة بان كو

بان كو (بالإنجليزية: Pangu)‏ (بالصينية 盘古) هو خامس الكائنات الحية وخالق كل شيء في بعض اجزاء أسطورة الخلق الصينية. يعتبر شو شينغ أول من أرخ لأسطورة بان كو خلال فترة الممالك الثلاثة. وقد وجد اسمه مؤخراً في قبر يعود إلى 194 ق.م.

## أسطورة بان كو
في البدء لم يكن هناك شيءٌ عدا الفوضى عديمة الشكل. اتحدت هذه الفوضى لتشكل البيضة الكونية حيث استغرق تشكلها 18,000 سنة. في داخل البيضة توازنت مباديء الين واليانغ المتعارضة وظهر بان كو أو (استيقظ) من البيضة. عادة ما يصور بان كو بشكل بدائي مشعر وضخم ويمتلك قرون في أعلى رأسه وجسده مغطى بالريش.
بدأ بان كو في خلق العالم، وأول ما قام به هو فصل يين عن يانغ بأرجحة فأسه العملاق وخلق بهذا الأرض والسماء. وقف بان كو بين الأرض والسماء ودفع السماء نحو الأعلى ليحافظ على انفصالهما. ازداد ارتفاع السماء ثلاثة امتار في كل يوم مقابل ازدياد سماكة الأرض ثلاثة امتار في كل يوم، ومعهما ازداد طول بان كو ثلاثة امتار يوميا. تورد بعض الروايات لهذه الاسطورة أن الوحوش الاربعة الأكثر شهرة الا وهي السلحفاة والغول والعنقاء والتنين قد ساعدوا بان كو في مهمته.
بعد مرور 18,000 سنة مات بان كو ومعها تحولت انفاسه لتشكل الرياح والضباب والغيوم، بينما تحول صوته ليشكل الرعد، وعينه اليسرى شكلت الشمس ويده اليمنى شكلت القمر، وشكل رأسه الجبال وأطراف العالم، وشكل دمه الانهار وعضلاته الأراضي الخصبة، وشكل شعر وجهه النجوم ودرب التبانة وشكل فراءه الشجيرات والغابات، وشكلت عظامه المعادن الثمينة وتحول نخاعه ليصبح الالماس المقدس وشكل عرقه المطر. اما البراغيث التي على فرائه فقد نقلتها الرياح وتحولت فيما بعد لتشكل الحيوانات. 

## أصل بان كو
هناك ثلاثة افكار تتحدث عن أصل اسطورة بان كو.

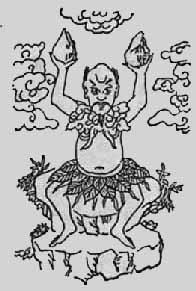
بان كو (بانجي)

أول فكرة تقول ان اسطورة بان كو هي قصة محلية تم تطويرها ثم نقلت إلى شو شينغ. اما الباحث الاقدم وي جوشيان Wei Juxian يقول: ان اسطورة بان كو مأخوذة من القصص التي انتشرت خلال حكم سلالة تشو الغربية. وكشاهد على كلامه، يقتبس وي جاكسين قصة (تشو) و (لي) في قسم تشيويو في كتاب كويو الكلاسيكي.
في هذه القصة يقوم الملك تشو بسؤال كونفيشو: «ماذا تعني اسطورة تشو شو القديمة حين ترد الجملة التي تقول ان تشو ولي سببا انفصال السماء عن الأرض؟».
إن هذه الجملة التي يشير اليها تتحدث عن شخص سابق هو«لو شينغ» الذي تحاور مع الملك مو ملك تشو. كان حكم الملك مو أكثر قدما وامتد من 1001 إلى 964 ق.م. في محاوراتهما، ناقش الملك مو ولو شينغ انفصال الأرض عن السماء. 
ربط عالم الاجتماع والمؤرخ الأمريكي ديرك بود Derk Bodde الاسطورة بأساطير اجداد شعب المياو وشعب الياو في جنوب الصين. التالي هو النص الذي اعاد البروفيسور كين كتابته لنص اسطورة الخلق التي سبقت اسطورة بان كو:
لم ينجُ من طوفان ما قبل التاريخ غير اخ واخته حيث جثما على نبتة قرع طفت على المياه. تزوج الاثنان فيما بعد وخلق نتيجة لزواجهما كتلة لحمية على شكل حجر صقل. قطع الاثنان الحجر حيث تحولت قطع الحجر إلى حشد غفير من الناس الذين بدورهم اعادوا إنتاج انفسهم مجددا. أطلق على الزوجان اسم «بان» و«كو» في لغة تشو العرقية التي تعني «حجر الصقل» و«الأرض».
اما بول كاروس Paul Carus فيكتب التالي: "بان كو: كانت الفكرة الاساسية لفلسفة "يي" مقنعة لدرجة انها طمست علم الكونيات الطاوية الخاصة بـ"بان كو" الذي قيل انه نحت العالم من احجار الابدية. على الرغم من ان الاسطورة لم تتمتع بالشهرة الكافية ضمن اوساط الادباء، الا انها تحتوي بعض الجوانب المثيرة للاهتمام والتي لم يتم الإشارة اليها بعد.
تكتب بان كو بطريقتين: الأولى تعني بالترجمة الحرفية «حوض القِدم»، والثانية «حوض الصلب». الطريقتان جناس لبعضهما، أي انهما يلفظان بنفس الطريقة لكن الطريقة الأولى تعتبر أكثر اصالة وصحة من الثانية. الاسم يعني «الجحيم البدائي» ولدينا اسباب كافية تجعلنا نعتقد انها ترجمة لاسم آلهة المحيط البابلية «تيامات» الذي يعني «العميق». 
تخبرنا الاسطورة الصينية ان عظام بان كو تحولت إلى صخور ولحمه إلى يابسة وتحول نخاعه واسنانه واظافره إلى معادن، بينما تحول شعره إلى اعشاب واشجار، وتحولت اوردته إلى انهار وانفاسه إلى رياح واطرافه الاربعة تحولت إلى اعمدة تشير إلى اطراف زوايا العالم الاربعة. ان الاسطورة الصينية لا تحاكي اسطورة يمير العملاق الاسكندنافية فقط لكنها تحاكي قصة تيامات البابلية. 

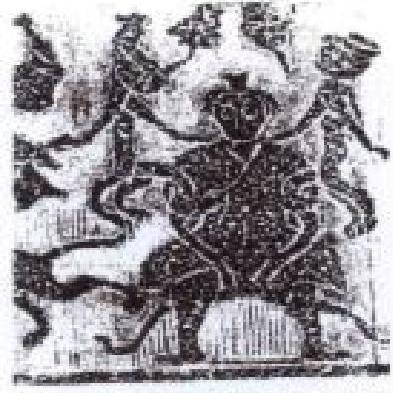
بانجي بان كو

ان الرسومات التي يظهر بها بان كو تصوره برفقة حيوانات اسطورية ترمز إلى الشيخوخة أو الخلود وهي السلحفاة وطائر الكاكي، واحيانا يظهر برفقته التنين الذي يرمز للقوة وطائر العنقاء الذي يرمز للجنة. حين تشكلت الأرض من جسد بان كو، حكمت ثلاثة انهار العالم: الأول النهر السماوي والثاني الارضي والثالث سلطة الانسان. وتبعهم يونغ تشينغ وسوي جين (رجل النار) والذي هو بمثابة بروميثيوس الصيني الذي جلب النار من الجنة وانزلها إلى الأرض وعلم الناس كافة استخداماتها.
ان اسطورة بروميثيوس لا تقتصر على اليونانيين فقط لكنها في اليونان اكتسبت مكانتها الادبية الكلاسيكية. ان الاسم الذي يفسر بأنه يعني «المفكر الاقدم» يعود اساسا إلى الاسم السنسكريتي «بارمانثا» والذي يعني «عصا النار» أو «العصا الدوارة» وهي قضيب خشبي يولد النار حين تدويره بشكل سريع في قطع الخشب الناعم. وايضا، فأن هذه الاسطورة كانت معروفة في بلاد ما بين النهرين وهي مركز الحضارات بين الهند والاغريق، والارجح ان الشخصية سوي جين مأخوذة عن نموذج بروميثيوس الاغريقي.
اما المبشر والمترجم جيمس ليك James Legge ينتقد بان كو قائلا: يتحدث الناس عن بان كو ويقولون انه «الإنسان الأول الذي فتح السماوات والارض». وقد قيل لي بانكليزية بسيطة انه «مماثل لآدم». وفي كتب الرسومات الطاوية شاهدت رسم له يظهر بشكل  مشعث قزم ضخم الجثة يبدو كأنه تطور عن دب وليس عن قرد ويحمل مطرقة هائلة وازميل ليكسر احجار التكوين. 

## أساطير الخلق الصينيية الأخرى
إن ظهور اسطورة بان كو في الادب الصيني القديم سُبق بأسطورتي شانغيدي وتايي. اما الاساطير الأخرى مثل اسطورة النوو والامبراطور يو هوانغ فتحاول شرح كيفية خلق الانسان ولكنها لا تشرح خلق العالم. ومع هذا هناك اختلافات وتنوعات في هذه الاساطير.

## أسطورة بان كو في ثقافة بايي
وفقا للاسطورة البايية، تزوج بان كو ابنة التنين الملك بعد ان أصبح متمرسا في زراعة الارز بعد خلق العالم، ونتج عن زواجهما خلق الشعب البايي.انجبت ابنة الملك التنين ابناً اسمه زين هينغ. حين اهان زين هينغ امه، صعدت إلى الجنة ولم تنزل بعدها إلى الأرض على الرغم من توسلات زوجها وابنها المستمرة. وبهذا أُجبر بان كو على الزواج مرة أخرى ومات في آخر الامر في اليوم السادس من الشهر السادس من السنة القمرية. تلقى زين هينغ معاملة سيئة من زوجة أبيه حتى انها حاولت قتله، لكن حين هددها بتدمير حصادها من الارز ادركت فداحة فعلتها، لهذا عقدت صلحا معه واستمرا على اظهار احترامهما لبان كو سنويا في اليوم السادس من الشهر السادس من السنة القمرية. أصبح هذا اليوم عطلة تقليدية لدى البايين لتكريم ارواح الاسلاف. ان اسطورة الخلق هي ابرز ما يمييز البايي عن تشو.

## عبادة بان كو
يعبد بان كو في عدد من المعابد في الصين عادة مصحوب برموز طاوية مثل رمز «باكوا».ان معبد بان كو الملكي تم انشاؤه في 1809 ويقع في مقاطعة قوانغدونغ شمال غرب هوادو (غرب G106 / شمال S118)، شمال مدينة شيلينج في سفح جبل الملك بانغو.